# 落合聡三郎
落合 聡三郎（おちあい そうざぶろう、1910年(明治43年)3月14日 - 1995年(平成7年)2月26日）は、日本の児童劇作家。

## 略歴
東京出身。青山師範学校卒。小学校教師。学校劇運動を興し1937年日本学校劇連盟を結成、「学級図書館」などの児童劇脚本を発表。戦後少年演劇センターを主宰、青少年演劇の国際交流にとりくむ。
1954年「たんじょう会のおくりもの」で小学館児童文化賞受賞。

## 著書
- 『学級図書館 児童劇集』（木俣武絵、清水書店） 1940
- 『みんなでやろうこどもの劇』（木俣武絵、国土社、みつばち文庫） 1956
- 「落合聰三郎著作集」（落合初枝監修、蓑田正治, 椎崎篤, 副島功編、日本児童演劇協会）

1. 『聞き語り少年演劇の歩み』 2000
2. 『落合聰三郎脚本選集』 2005
3. 『演劇教育六十年 演劇教育論・国際交流ほか』 2007

### 共編
- 『新学校劇選集』第1 - 2（斎田喬共編、明治図書出版） 1950
- 『学校劇の手帖』（共編、誠文堂新光社、学校劇シリーズ） 1953
- 『学校劇読本 1年生』（共編、谷川隆二絵、実業之日本社） 1953
- 『たのしい劇あそび』（周郷博共編、フレーベル館） 1955
- 『新しい子どもの劇遊び』（中山茂, 菱沼太郎共編、日本児童福祉協会） 1963
- 『新版 玉川学校劇集』全8巻（岡田陽共編、玉川大学出版部） 1971 - 1980
- 『玉川中学校劇集』1（岡田陽共編、玉川大学出版部） 1980
- 『新しい学校劇』（岡田陽共編、玉川大学出版部） 1985
- 『いつでもどこでもすぐにできる劇あそび』（蓑田正治共監修、日本児童福祉協会） 1993
- 『学校劇選集』1 - 3（岡田陽共編、玉川大学出版部） 1993

## 参考サイト
- コトバンク